# ゼベダイ
ゼベダイ（英: Zebedee）は、新約聖書に登場する人名である。「主の賜物」を意味するヘブル語が語源である。カペナウムで裕福な漁師として働いていた。使徒ヤコブとヨハネの父。